# Opposizione agli atti esecutivi
L'opposizione agli atti esecutivi, è disciplinata dall'art. 617 e 618 del Codice di procedura civile. Questa tipologia di opposizione si distingue dall'opposizione all'esecuzione ex art. 615 e 616, in quanto la contestazione colpisce un singolo atto del procedimento e non nella sua interezza come avviene nell'opposizione all'esecuzione. Nell'opposizione agli atti esecutivi si contesta la regolarità di uno o più atti facenti parte del procedimento (per esempio - la sottoscrizione del precetto da parte del procuratore non munito di procura o nel caso di nullità del pignoramento in conseguenza alla cessata validità del precetto). L'opposizione agli atti esecutivi solleva una questione meramente processuale. 
Con l'opposizione agli atti esecutivi il debitore ha la possibilità di contestare la regolarità degli atti esecutivi che possono essere di due tipologie:
1. Regolarità Formale - Regolarità formale del titolo esecutivo e del precetto, regolarità formale della notificazione del titolo e del precetto e quella dei singoli atti esecutivi.
2. Inopportunità - Quando l'atto non è idoneo al raggiungimento dello scopo predeterminato dal legislatore. Per esempio, il giudice dispone la vendita di un bene pignorato, ma a causa delle condizioni sfavorevoli del mercato sarebbe meglio rinviare la vendita a tempi migliori.

## Forma dell'opposizione (art 617 c.p.c)
1. Opposizione ad esecuzione non ancora iniziata - L'opposizione alla regolarità formale del titolo esecutivo e del precetto si propone mediante atto di citazione (art.163 c.p.c) entro il termine perentorio di 20 giorni dalla notifica degli stessi. La citazione è proposta dinanzi al giudice competente per l'esecuzione. Esempio: il creditore ha agito con titolo esecutivo giudiziale non spedito in forma esecutiva.
2. Opposizione ad esecuzione iniziata - L'opposizione al titolo esecutivo e al precetto e a tutti i singoli atti dell'esecuzione si propone mediate ricorso al giudice dell'esecuzione, entro il termine perentorio di 20 giorni dal compimento dell'atto (dal primo atto dell'esecuzione se riguardano il titolo e il precetto o dal giorno in cui i singoli atti furono compiuti).

## Provvedimenti del giudice dell'esecuzione (art 618 c.p.c)
Il giudice dell'esecuzione fissa con decreto l'udienza di comparizione e del termine perentorio per la notifica alla controparte. Il giudice può prendere i provvedimenti opportuni e indilazionabili nei casi di urgenza. L'opposizione dà vita ad un accertamento di tipo cognitivo con le regole proprie di questo processo, il giudice istruisce la causa e può determinare la sospensione del processo esecutivo. L'opposizione si conclude con sentenza non impugnabile (previsto ricorso per cassazione per violazione della legge).